# Jogos da Commonwealth de 1986
Os Jogos da Commonwealth de 1986  foram realizados em Edimburgo, Escócia, entre 24 de julho e 2 de agosto.
Como protesto a política de Margaret Thatcher, então primeira-ministra britânica, em relação ao apartheid da África do Sul, 32 países boicotaram o evento.
A cidade de Edimburgo foi a primeira cidade a sediar por duas vezes o evento, tendo abrigado os Jogos de 1970.

## Modalidades
- Atletismo
- Badminton
- Boxe
- Ciclismo
- Halterofilismo
- Lawn Bowls
- Lutas
- Natação
- Remo
- Saltos ornamentais
- Tiro

## Países participantes

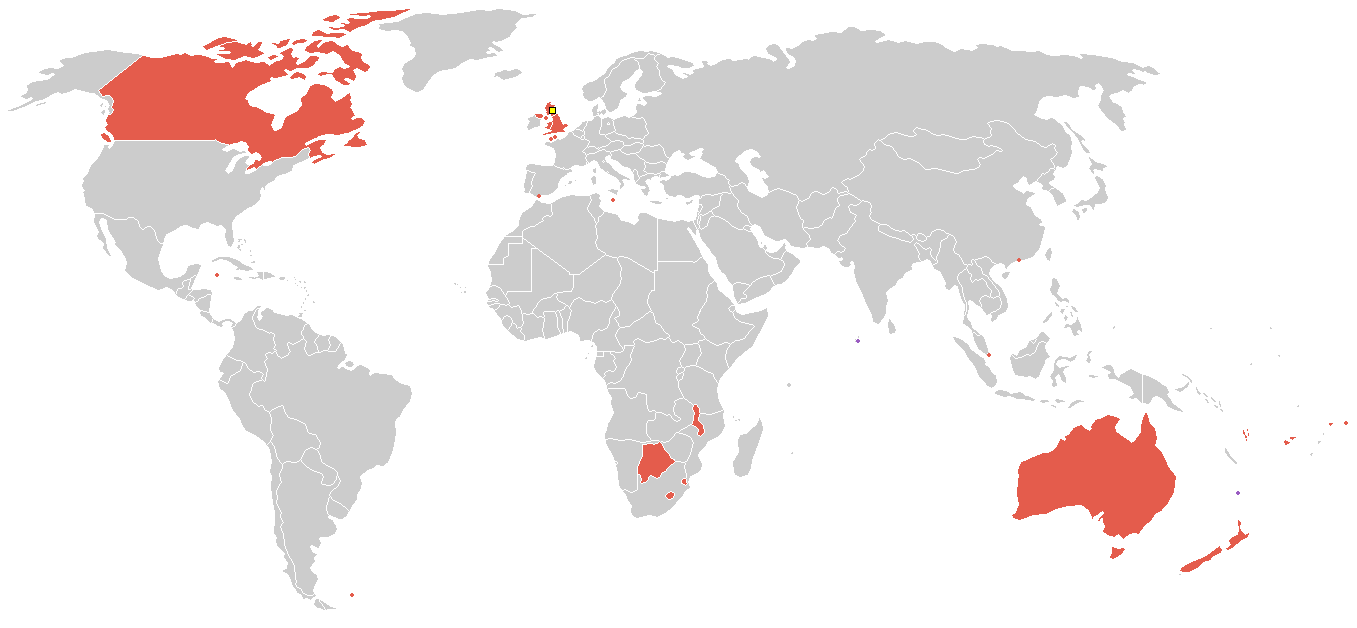
Países participantes

| - Austrália - Bermuda - Botswana - Canadá - Escócia - Fiji - Gibraltar - Guernsey - Hong Kong |  | - Ilhas Caimã - Ilhas Cook - Ilhas Falkland - Ilha de Man - Ilha Norfolk - Inglaterra - Irlanda do Norte - Jersey - Lesoto |  | - Malawi - Malásia - Maldivas - Nova Zelândia - País de Gales - Samoa - Singapura - Essuatíni - Vanuatu |

## Medalhistas
| Ordem | País             | Medalha de ouro | Medalha de prata | Medalha de bronze | Total |
| ----- | ---------------- | --------------- | ---------------- | ----------------- | ----- |
| 1     | Inglaterra       | 52              | 43               | 49                | 144   |
| 2     | Canadá           | 51              | 34               | 31                | 116   |
| 3     | Austrália        | 40              | 46               | 35                | 121   |
| 4     | Nova Zelândia    | 8               | 16               | 14                | 38    |
| 5     | País de Gales    | 6               | 5                | 12                | 23    |
| 6     | Escócia          | 3               | 12               | 18                | 33    |
| 7     | Irlanda do Norte | 2               | 4                | 9                 | 14    |
| 8     | Ilha de Man      | 1               | 0                | 0                 | 1     |
| 9     | Guernsey         | 0               | 2                | 0                 | 2     |
| 10    | Essuatíni        | 0               | 1                | 0                 | 1     |
| 11    | Hong Kong        | 0               | 0                | 3                 | 3     |
| 12    | Malawi           | 0               | 0                | 2                 | 2     |
| 13    | Botswana         | 0               | 0                | 1                 | 1     |
| 13    | Jersey           | 0               | 0                | 1                 | 1     |
| 13    | Singapura        | 0               | 0                | 1                 | 1     |

     País sede destacado.